# Joe Kernan

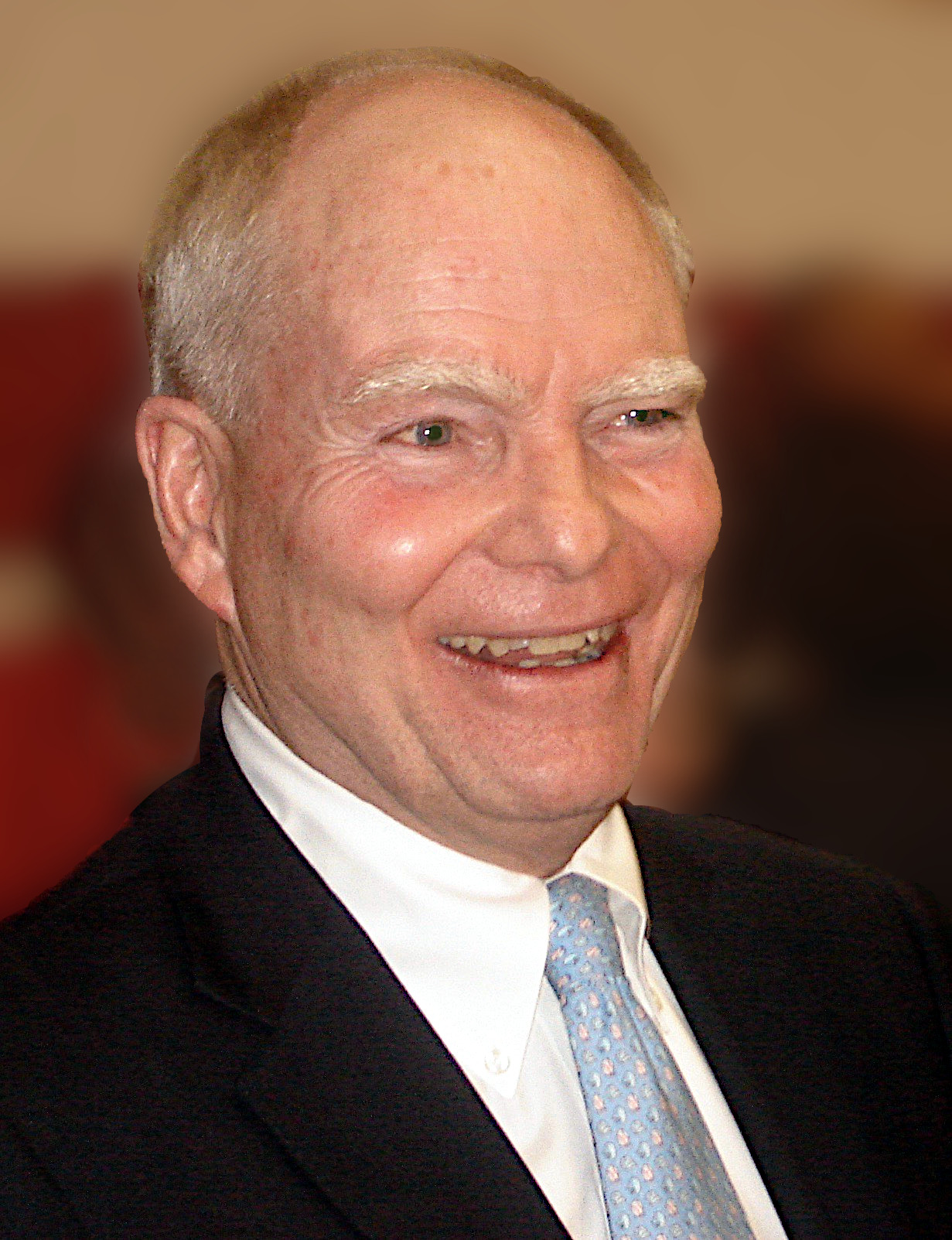
Joe Kernan (2008)

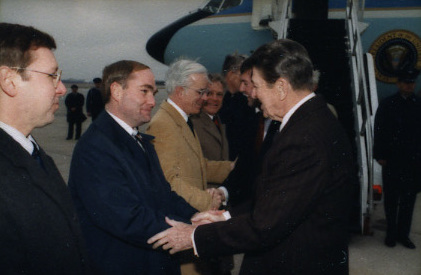
Bürgermeister Joe Kernan trifft auf US-Präsident Ronald Reagan (Februar 1988)

Joseph Eugene „Joe“ Kernan  (* 8. April 1946 in Chicago, Illinois; † 29. Juli 2020 in South Bend, Indiana) war ein US-amerikanischer Politiker. Er war zwischen 2003 und 2005 der 48. Gouverneur des Bundesstaates Indiana.

## Frühe Jahre und politischer Aufstieg
Joe Kernan besuchte die St. Joseph Highschool in South Bend. Anschließend studierte er bis 1968 an der University of Notre Dame Regierungswissenschaften. 1969 trat er in die US Navy ein und wurde auf dem Flugzeugträger Kitty Hawk als Marineflieger eingesetzt. Im Mai 1972 wurde er während eines Aufklärungsflugs über Nordvietnam abgeschossen und geriet für elf Monate in Kriegsgefangenschaft. Nach seiner Freilassung blieb er noch bis 1974 in der Navy. In den folgenden Jahren war er für mehrere Firmen in Indiana tätig.
Kernans politische Laufbahn begann in dem Ort South Bend. Dort war er zwischen 1980 und 1984 Kämmerer. Zwischen 1987 und 1995 fungierte er als Bürgermeister dieser Kommune. Im Jahr 1996 wurde er als Kandidat der Demokratischen Partei zum Vizegouverneur von Indiana gewählt. Neben diesem Amt war er bis 2003 auch noch Handels- und Landwirtschaftsminister von Indiana. Nachdem der amtierende Gouverneur Frank O’Bannon am 8. September 2003 während eines Besuchs in Chicago einen Schlaganfall erlitten hatte, wurde Kernan als kommissarischer Gouverneur eingesetzt; nach dem Tod des Gouverneurs am 13. September rückte er an dessen Stelle.

## Gouverneur von Indiana
Kernan war zwischen dem 13. September 2003 und dem 1. Januar 2005 Gouverneur von Indiana. Damit beendete er die Amtszeit seines verstorbenen Vorgängers. Kernan verstand sich nicht als Verwalter dieses Postens. Er wollte neue Akzente setzen. Mit Kathy Davis ernannte er erstmals eine Frau zur Vizegouverneurin von Indiana. Er leitete eine Reform der Regierungsverwaltung ein und verschärfte die ethischen Standards der Regierungsbeschäftigten, auch um der Korruption Einhalt zu gebieten. Kernan setzte auch auf eine weitere Verbesserung im Bildungswesen des Landes. Im November 2004 unterlag er bei den Gouverneurswahlen dem Republikaner Mitch Daniels und musste daher im Januar 2005 aus seinem Amt ausscheiden.
Joe Kernan war mit Maggie McCoullough verheiratet; er starb im Juli 2020 im Alter von 74 Jahren an den Folgen der Alzheimer-Krankheit.